# Cour suprême de Pennsylvanie
La Cour suprême de Pennsylvanie est la plus haute juridiction du système judiciaire unifié de Pennsylvanie. Elle prétend également être la plus ancienne cour suprême des États-Unis, une affirmation qui est contestée par la Cour suprême du Massachusetts,. La Cour suprême de Pennsylvanie a commencé en 1684 en tant que Cour provinciale, et les références occasionnelles à cette cour en tant que Cour suprême de Pennsylvanie ont été officialisées en 1722 lors de sa réorganisation en tant qu'entité distincte du contrôle du gouverneur royal. 
Actuellement, la Cour suprême de Pennsylvanie maintient un rôle facultatif, ce qui signifie que la Cour peut choisir les affaires qu'elle accepte, à l'exception des appels relatifs à la peine de mort obligatoire et de certains appels de la juridiction d'origine de la Cour du Commonwealth. Ce pouvoir permet à la Cour d'exercer une forte influence sur la formation et l'interprétation du droit de la Pennsylvanie.